# Вільям Гагерті
Вільям Френсіс Гагерті IV (англ. William Francis Hagerty IV; нар. 14 серпня 1959, Нашвілл, штат Теннессі) — американський інвестор в області прямих інвестицій, послом Сполучених Штатів в Японії з 2017. Раніше він був керуючим директором і співзасновником Hagerty Peterson & Company, приватної інвестиційної фірми.

## Біографія
Закінчив Університет Вандербільта і Школу права Університету Вандербільта. Він почав свою кар'єру в Boston Consulting Group, працював в Токіо. Хагерті був економічним радником при президенті Джорджа Буша-старшого, пізніше — в Trident Capital (Кремнієва долина). Підтримував Мітта Ромні на президентських виборах у 2008 році.
З 2011 по 2014 очолював Департамент економічного і общинного розвитку Теннессі в кабінеті губернатора Білла Геслема.
Хагерті працював в правліннях CyMed, NEW Customer Services, Houghton Mifflin Harcourt, Ryman Hospitality, Pinnacle Financial Partners і R.J. O'Brien.
На президентських виборах 2016 року Хагерті брав участь в кампанії Дональда Трампа.
Розглядався на посаду торгового представника США.